# نزل‌آباد (سبزوار)
نزل‌آباد، روستایی است از توابع بخش مرکزی و در شهرستان سبزوار استان خراسان رضوی ایران.

## جمعیت
این روستا در دهستان رباط قرار داشته و بر اساس سرشماری سال ۱۳۸۵ جمعیت آن ۴۵۸ نفر (۱۵۳ خانوار)
بوده است.
تیم فوتسال این روستا در بهمن ماه ۱۴۰۱ موفق به کسب عنوان قهرمانی جام دهیاری در سطح شهرستان شد. 